# Scutellaria parvula
Scutellaria parvula är en kransblommig växtart som beskrevs av André Michaux. Scutellaria parvula ingår i Frossörtssläktet som ingår i familjen kransblommiga växter.

## Underarter
Arten delas in i följande underarter:
- S. p. australis
- S. p. missouriensis
- S. p. parvula

## Bildgalleri